# Улу-Узень (річка)

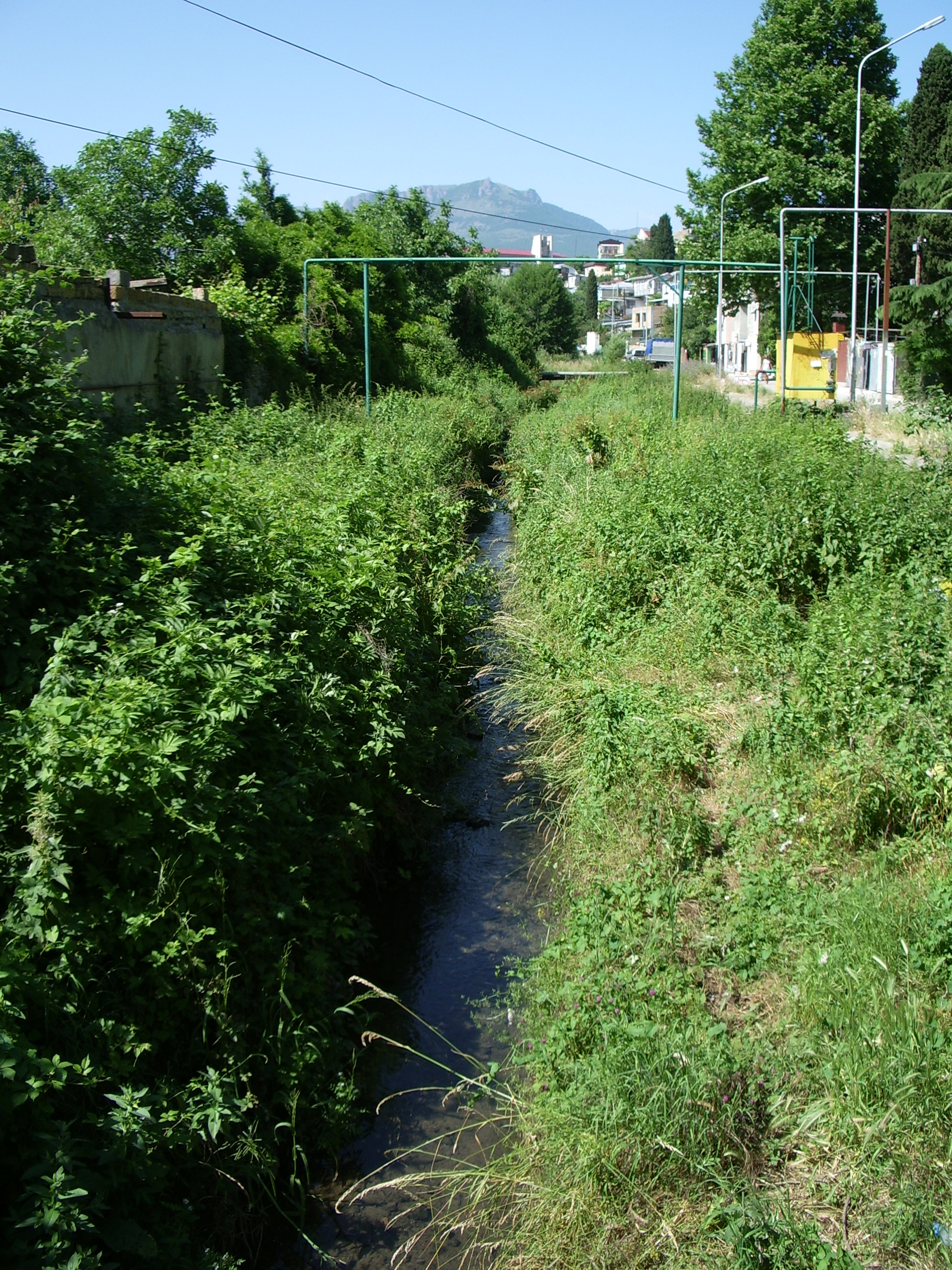
Улу-Узень в Алушті.

Улу-Узень, Улу-Озен, Алушта-Су, Месарлик (крим. Ulu Özen, від тюрк. улу великий) — річка в Криму. Утворюється злиттям річок Сафун-Узень (ліва притока) та Узень-Баш (права притока). Впадає в Чорне море в місті Алушта.